# Corymbia citriodora
Corymbia citriodora es una especie arbórea de hasta 50 m de altura, oriunda del este templado y tropical de Australia. Se le conoce popularmente como "eucalipto olor de limón", "eucalipto limón" y "eucalipto moteado".  De hecho, el nombre Corymbia citriodora se deriva del latín citriodorus, que significa  olor a limón.

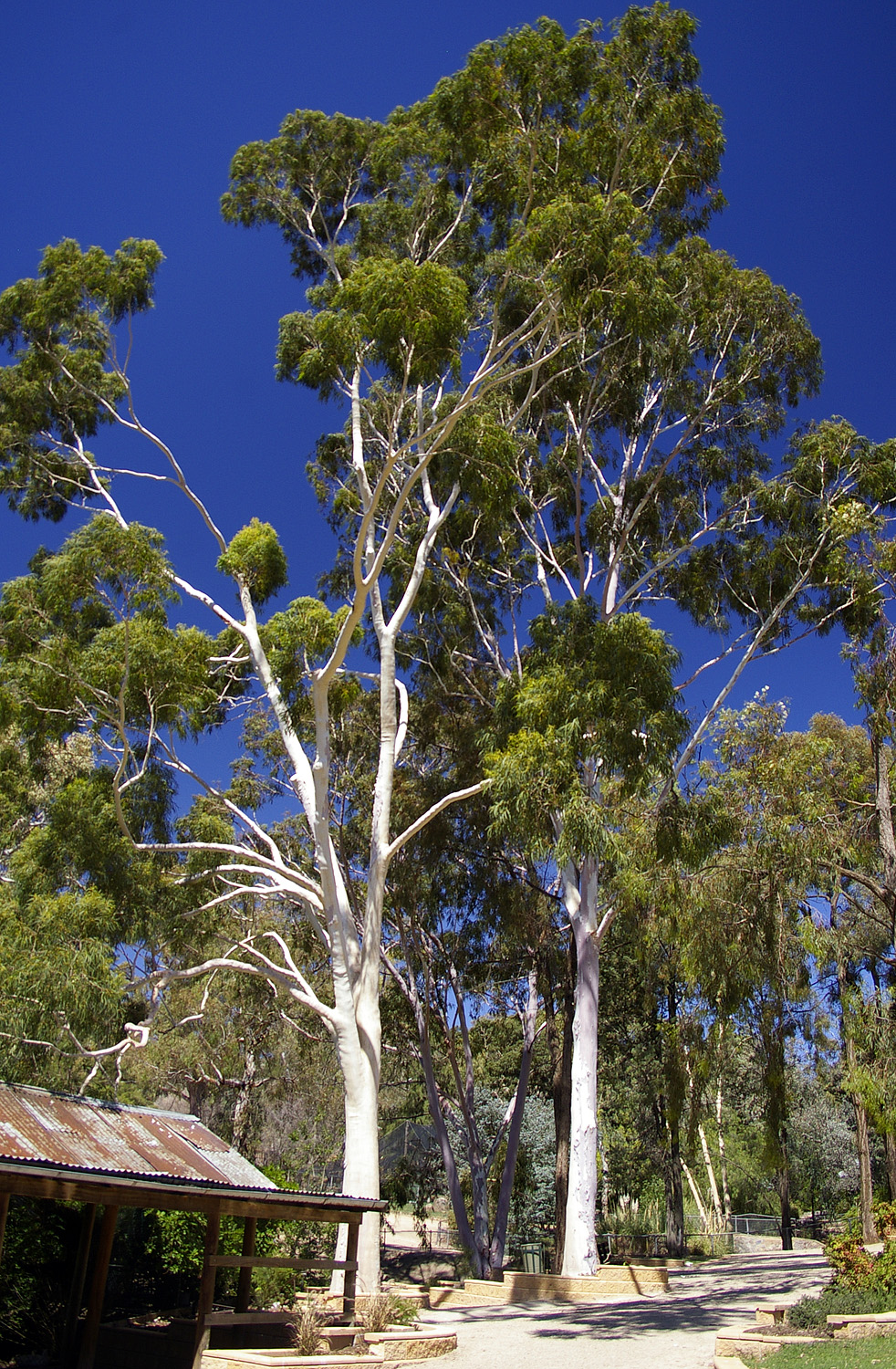
Vista de la planta

## Descripción
Corymbia citriodora tiene corteza (ritidoma) suave, uniforme o ligeramente moteado, blanco a cobrizo en verano, y una conspicua copa de hojas angostas con una fragancia muy fuerte a esencia de limón. Las yemas, en forma de pera, brotan en grupos de 3 en la axila de cada hoja. Los frutos (cápsulas) tienen forma de urnas. La corteza es lisa en toda la altura del árbol, a veces de aspecto polvoriento, y con laminillas muy finas y rizadas.

## Hábitat
Prefiere suelos ligeramente francos y limosos, en bosques  esclerófilos y laderas. Corymbia citriodora tiene un lignotúber. La floración ocurre en enero, abril, mayo, junio, julio, agosto, octubre, diciembre.

## Distribución
Plantas de C. citriodora se han naturalizado en otras áreas de otros estados de Australia como Perth, Australia Occidental, y también en áreas suburbanas de Sídney, Nueva Gales del Sur, habiendo escapado del cultivo y es prácticamente una seria maleza. (Hussey et al., 1997)

## Usos
Es un importante árbol forestal, en demanda de madera estructural y para producir miel. También es popular en horticultura tanto dentro como fuera de Australia. 
El aceite esencial del "eucalipto olor de limón" consiste en citronelal (80%), producido principalmente en Brasil y China. Se usa como repelente de insectos y en perfumería.

## Taxonomía
Corymbia citriodora fue descrita por (Hook.) K.D.Hill & L.A.S.Johnson y publicado en Telopea 6(2–3): 388. 1995.
Sinonimia
- Corymbia citriodora subsp. variegata (F.Muell.) A.R.Bean & M.W.McDonald
- Corymbia variegata (F.Muell.) K.D.Hill & L.A.S.Johnson
- Eucalyptus citriodora Hook.
- Eucalyptus maculata var. citriodora (Hook.) F.M.Bailey
- Eucalyptus melissiodora Lindl.
- Eucalyptus variegata F.Muell.[7][8]